# Cataloipus indicus
Cataloipus indicus is een rechtvleugelig insect uit de familie veldsprinkhanen (Acrididae). De wetenschappelijke naam van deze soort werd voor het eerst geldig gepubliceerd in 1942 door Boris Petrovich Uvarov.